# 高橋良輔 (ボクサー)
高橋 良輔（たかはし りょうすけ、男性、1973年2月1日 - ）は、日本のプロボクサー。東京都目黒区出身。金子ボクシングジム所属。第12代OPBF東洋太平洋クルーザー級王者。日本人として初めてOPBF東洋太平洋ヘビー級王座に挑戦した人物である。身長183cm、体重95kg(2005年3月当時)。

## 来歴
1999年4月4日、プロデビュー戦となる小田原アリーナでのファシッド・タヘーリ戦を判定勝ちで飾る。
2001年の「フォースカップ・ヘビー級トーナメント」で優勝。
2003年7月15日、OPBF東洋太平洋ヘビー級8位モセシ・カビカを倒し、日本人で初めて試合を通してOPBF東洋太平洋ヘビー級ランカーとなった。
2005年3月23日、後楽園ホールにおいて、日本人として初めてOPBF東洋太平洋ヘビー級タイトルマッチに挑むが、オケロ・ピーターに敗退。
2006年12月13日、OPBF東洋太平洋クルーザー級タイトルマッチでナーミン・サバノビックに判定で勝利。西島洋介山に次いで日本人2人目となるOPBF東洋太平洋クルーザー級王座を獲得した。
2007年6月11日、初の防衛戦をドミニク・ベアと行う。2週間前のスパーで患った左眼筋麻痺の影響もあってか、8RTKOでOPBF東洋太平洋クルーザー級王座から陥落した。
この試合後、長期療養に入っていたが、2011年1月より復帰を目指してトレーニングを再開している。
なお長期療養中にボクサー定年の37歳を既に経過しているが、東洋太平洋王座獲得歴があるため特例の申請が可能であり、2012年6月11日までに申請してJBCによる審査とコミッションドクターによる特別診断をパスすれば試合復帰が可能となる。

## 戦績
| プロボクシング 戦績 | プロボクシング 戦績 | プロボクシング 戦績 | プロボクシング 戦績 | プロボクシング 戦績 | プロボクシング 戦績 | プロボクシング 戦績 |
| ------------------- | ------------------- | ------------------- | ------------------- | ------------------- | ------------------- | ------------------- |
| 23 試合             | (T)KO               | 判定                | その他              | 引き分け            | 無効試合            |                     |
| 17 勝               | 9                   | 8                   | 0                   | 1                   | 0                   |                     |
| 5 敗                | 2                   | 3                   | 0                   | 1                   | 0                   |                     |

| 戦           | 日付           | 勝敗 | 時間 | 内容 | 対戦相手                 | 国籍           | 備考                                   |
| ------------ | -------------- | ---- | ---- | ---- | ------------------------ | -------------- | -------------------------------------- |
| 1            | 1999年4月4日   | 勝利 | 4R   | 判定 | ファシッド・タヘーリ     | 日本           | プロデビュー戦                         |
| 2            | 1999年6月21日  | 負   | 4R   | 判定 | 市川次郎                 | 日本           |                                        |
| 3            | 1999年8月7日   | 負   | 3R   | TKO  | ファシッド・タヘーリ     | 日本           |                                        |
| 4            | 2000年1月25日  | 勝利 | 4R   | 判定 | 米田力丈                 | 日本           |                                        |
| 5            | 2000年4月25日  | 勝利 | 4R   | TKO  | ファシッド・タヘーリ     | 日本           |                                        |
| 6            | 2000年5月30日  | 負   | 4R   | 判定 | 市川次郎                 | 日本           |                                        |
| 7            | 2001年2月26日  | 勝利 | 4R   | 判定 | 米田力丈                 | 日本           |                                        |
| 8            | 2001年6月12日  | 勝利 | 1R   | KO   | 竹原真敬                 | 日本           |                                        |
| 9            | 2001年8月21日  | 勝利 | 4R   | 判定 | 岡田山金太郎             | 日本           |                                        |
| 10           | 2001年10月6日  | 勝利 | 3R   | KO   | 米田力丈                 | 日本           |                                        |
| 11           | 2001年12月4日  | 勝利 | 3R   | KO   | 市川次郎                 | 日本           | フォースカップヘビー級トーナメント優勝 |
| 12           | 2002年3月23日  | 勝利 | 4R   | TKO  | スコット・パーカー       | オーストラリア |                                        |
| 13           | 2002年7月16日  | 勝利 | 6R   | 判定 | 楠ジャイロ               | 日本           |                                        |
| 14           | 2003年3月7日   | 勝利 | 5R   | TKO  | シェーン・ノーフォード   | オーストラリア |                                        |
| 15           | 2003年7月15日  | 勝利 | 8R   | 判定 | モセシ・カビカ           | フィジー       |                                        |
| 16           | 2003年10月1日  | 勝利 | 6R   | KO   | ホルヘ・アルジャーノ     | メキシコ       |                                        |
| 17           | 2004年5月17日  | 引分 | 8R   |      | オークランド・アウマタギ | オーストラリア |                                        |
| 18           | 2005年3月23日  | 負   | 3R   | TKO  | オケロ・ピーター         | 日本           | 東洋太平洋ヘビー級タイトルマッチ       |
| 19           | 2005年7月28日  | 勝利 | 6R   | TKO  | アパ・ナナイ             | オーストラリア |                                        |
| 20           | 2006年3月15日  | 勝利 | 8R   | 判定 | フッソー・スマゾラジック | オーストラリア |                                        |
| 21           | 2006年10月3日  | 勝利 | 2R   | KO   | ビトリ・ナタワケ         | フィジー       |                                        |
| 22           | 2006年12月13日 | 勝利 | 12R  | 判定 | ナーミン・サバノビック   | オーストラリア | 東洋太平洋クルーザー級王座獲得         |
| 23           | 2007年6月11日  | 負   | 8R   | TKO  | ドミニク・ベア           | オーストラリア |                                        |
| テンプレート |                |      |      |      |                          |                |                                        |

## 獲得タイトル
- 第12代OPBF東洋太平洋クルーザー級王座